# Hazel R. O'Leary
Pour les articles homonymes, voir O'Leary.
Hazel Reid O'Leary, née le 17 mai 1937 à Newport News (Virginie), est une femme politique américaine. Elle est secrétaire à l'Énergie entre 1993 et 1997 dans l'administration du président Bill Clinton.

## Biographie
Nommée secrétaire à l'Énergie des États-Unis en 1993, elle est la première femme à occuper ce poste. Dans le cadre de ses fonctions, elle ouvre les archives pour établir les faits concernant les tests nucléaires et les expériences secrètes menées par les organismes gouvernementaux dans les années 1950.